# کافتاریک اسید
کافتاریک اسید (به انگلیسی: Caftaric acid) با فرمول شیمیایی C۱۳H۱۲O۹ (Basic formula) یک ترکیب شیمیایی با شناسه پاب‌کم ۶۴۴۰۳۹۷ است. که جرم مولی آن ۳۱۲٫۲۲۸۹۸ g/mol می‌باشد. 